# Canale Tay
Il canale Tay  è una via d'acqua naturale nell'oceano Artico, nella regione di Qikiqtaaluk, Nunavut, Canada.
Si trova alla punta settentrionale dell'isola di Baffin, a sud del canale Oliver. Si apre nel canale Eclipse e il centro abitato più vicino è quello di Pond Inlet.